# Dodona

Dodona i Epirus

Dodona är en helgedom för Zeus och enligt traditionen det äldsta oraklet i Grekland. Templet i Dodona gav upphov till en liten stad vid foten av berget Tomaros i landskapet Epirus, söder om Ioannina.

## Oraklet
Oraklet nämns av Homeros och hade gott anseende under antiken även om det mer centralt placerade oraklet i Delfi fick mer uppmärksamhet. Zeus heliga ek var det centrala i helgedomen, en ek som genom sin kronas sus gav svar från Zeus. Suset tolkades sedan av prästerna. Senare användes sannolikt ett lottningsorakel och uttolkande av klangen från heliga bronskittlar och sorl från en helig källa förmedlade av prästinnor. Ett stort antal frågor finns bevarade på blytavlor från tiden mellan 425 och 219 f.Kr. och visar att man vände sig till oraklet i privata angelägenheter.

## Historia
Zeuskulten finns belagd från 700-talet f.Kr. Ett tempel byggdes först ca 400 f.Kr. Kung Pyrros lät uppföra teatern i Dodona. Dodona plundrades ett flertal gånger, bland annat 219 f.Kr. då det plundrades och förstördes av fältherren Dorimachos. Efter det förlorade Dodona sin position som central kultplats. Kulten levde kvar till 391 e.Kr. då den heliga eken höggs ner och Dodona blev ett biskopssäte.
Den grekiska fornforskaren Konstantinos Karapanos kunde 1876 fastställa Dodonas läge genom utgrävningar på platsen.

## Byggnader
- Zeustemplet, som byggts om till kristen kyrka.[2]
- Amfiteater, uppförd av Kung Pyrros.[1]
- Buleuterion, rådsförsamlingen.[1]
- En ringmur kring tempelplatsen.[2]

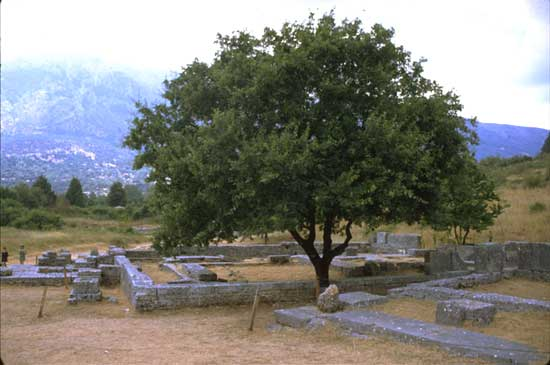
Zeushelgedomen
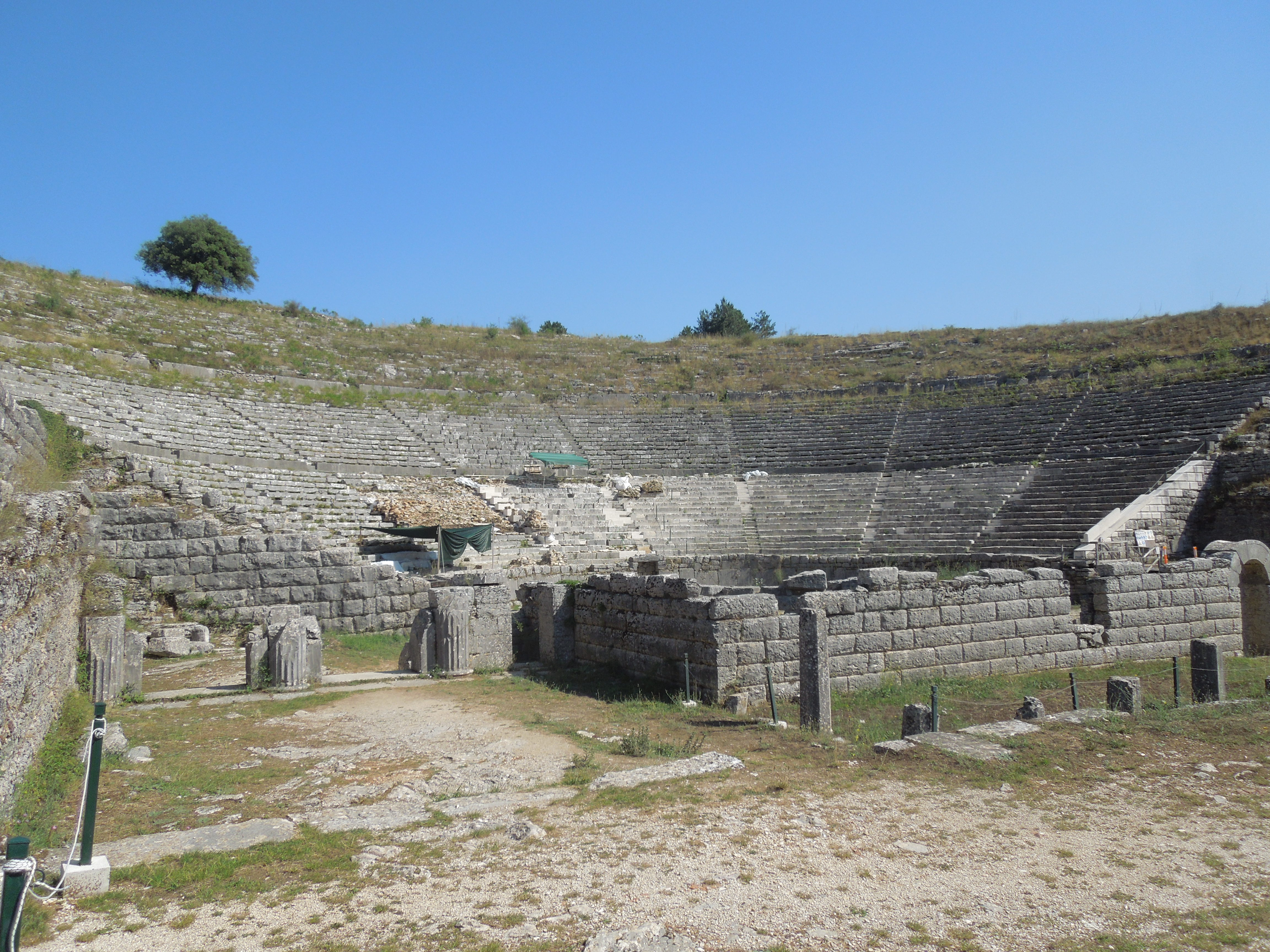
Amfiteatern
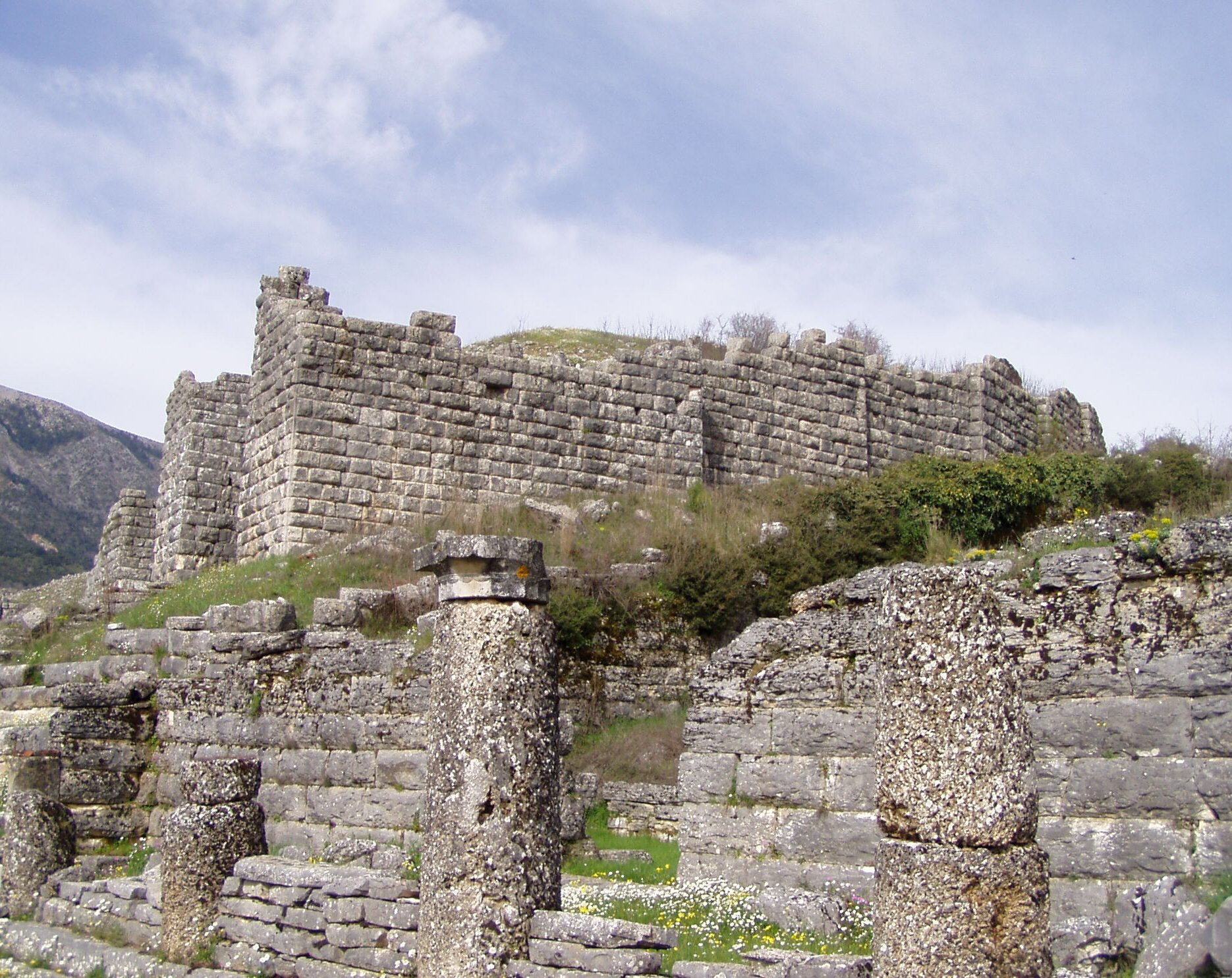
Bouleuterion